# Agalliopsis talpa
Agalliopsis talpa är en insektsart som beskrevs av Kramer 1976. Agalliopsis talpa ingår i släktet Agalliopsis och familjen dvärgstritar. Inga underarter finns listade i Catalogue of Life.